# 皇木镇
皇木镇，是中华人民共和国四川省雅安市汉源县下辖的一个乡镇级行政单位。

## 行政区划
皇木镇下辖以下地区：
万盛村、光荣村、松坪村、岩口村、三合村、红花村、富有村和石沟村。